# Angelo Cervellera
Angelo Cervellera (Martina Franca, 28 febbraio 1981) è un ex arbitro di calcio italiano.

## Carriera
Arbitro dal 1998, appartiene alla sezione AIA di Taranto. Nel 2003 approda in serie D, dove rimane in organico per quattro anni. Al termine, per la stagione 2007-2008 è promosso in Lega Pro. Dopo ulteriori tre anni, nel luglio 2010 riesce a raggiungere il traguardo della promozione in serie B, e lo fa proprio in concomitanza con la scissione tra CAN A e CAN B, venendo per questo motivo inserito nell'organico di B.
Il suo esordio nella serie cadetta è datato 22 agosto 2010: dirige un match della prima giornata di campionato tra Triestina ed AlbinoLeffe. Al termine della stessa stagione, pur appartenendo all'organico di Serie B, corona il sogno dell'esordio in massima serie. Ciò avviene il 22 maggio 2011, nell'ultima gara di campionato, in Bologna-Bari 0-4.
Nelle stagioni successive continua ad arbitrare regolarmente in Serie B, trovando poi nuovamente spazio per qualche apparizione in Serie A nella stagione 2013-2014, al termine della quale vanta 4 presenze in massima serie.
Il 15 giugno 2014 dirige la finale di andata play off della Serie B 2013-2014 per l'accesso in Serie A tra Cesena e Latina (2-1).
Il 2 luglio 2014 viene promosso nell'organico della CAN A.
Al termine della stagione sportiva 2015-2016 ha diretto 36 partite in serie A
Il 1º luglio 2016 viene dismesso dalla CAN A.